# 蓋盧比尤省
蓋盧比尤省（羅馬化：Moḥāfaẓat El Qalyubiyya），是埃及的一個省，位于尼羅河三角洲南部，西界尼羅河正流。首府本哈。面积1,532平方公里，人口3,270,404人（2006年统计）。

## 外部連結
- 官方網頁 （阿拉伯文）